# Bruno Gutmann
Bruno Albrecht Gutmann (* 4. Juli 1876 in Dresden; † 17. Dezember 1966 in Ehingen am Hesselberg) war ein deutscher evangelisch-lutherischer Missionar der Leipziger Mission in Deutsch-Ostafrika und Tanganjika (heute Tansania) und Erforscher der Chagga-Kultur.

## Leben
Er war der Sohn des Maurers Albert Herrmann Gutmann und dessen Ehefrau Pauline Ernestine Gutmann geb. Weichelt. 1895 wurde Bruno Gutmann in das Evangelisch-Lutherische Missionsseminar zu Leipzig aufgenommen. Nach dem Studium der Evangelischen Theologie folgte ein einjähriges Vikariat in Bayern. 1902 wurde er nach Ostafrika ausgesandt. Bis 1906 war er Assistent in mehreren Missionsstationen des Kilimandjaro-Gebirges, bevor er selbstständig seine erste Station in Masama aufbaute. Er studierte in Ostafrika nicht nur die Sprache, sondern auch Kultur und Sitten der Chagga. 1908 kehrte er aus gesundheitlichen Gründen nach Deutschland zurück. 1909 heiratete er, anschließend reiste er wieder nach Afrika zurück. 1910 übernahm er die Missionsstation Old-Moshi. 1920 wurde Gutmann zusammen mit den anderen deutschen Missionaren aufgrund der Bestimmungen des Versailler Vertrages (Artikel 122) durch die britische Kolonialverwaltung des „Tanganyika Territory“ ausgewiesen; er kehrte nach Deutschland zurück. Ab 1926 bis 1930 war er wieder in Old-Moshi tätig. Nach einem kurzen Deutschlandurlaub 1930/31 war er ab 1931 bis 1938 nochmals in Old-Moshi. Danach lebte er bis zu seinem Tod in Mittelfranken, weil ihn die Leipziger Mission nicht mehr aussenden wollte.

## Wirken

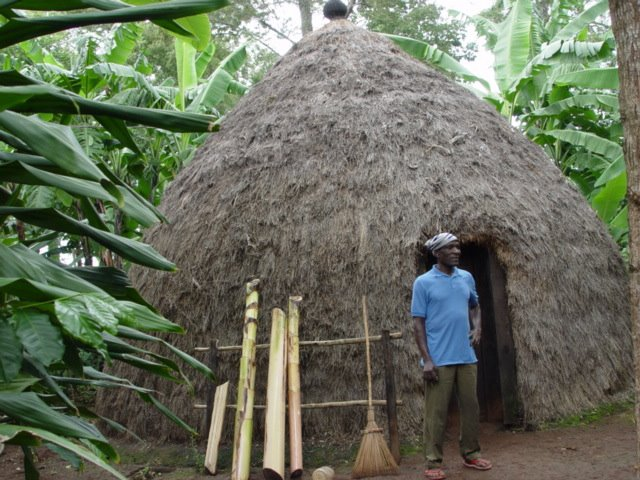
Traditionelle Chagga-Hütte

Neben seinen Aufgaben als Missionar erforschte und archivierte Bruno Gutmann die mündliche Überlieferung der Chagga. Nach seiner Rückkehr nach Deutschland veröffentlichte er grundlegende wissenschaftliche Werke über die Chagga-Kultur. Er gilt als einer der stärksten Verteidiger der Chagga-Kultur gegenüber den Einflüssen der europäischen Zivilisation v. a. durch die Kolonialmächte. Mit großem Einsatz versuchte er, das Christentum mit der traditionellen Chagga-Kultur zu vermitteln. Durch Gutmanns schriftliche Überlieferung haben die Chagga ihre von ihnen lange vergessene mündliche Überlieferung zurückgewonnen. Noch in der Gegenwart genießt Gutmann bei ihnen ein hohes Ansehen, sie bezeichnen ihn als ihren Apostel, dem sie den evangelischen Glauben und ihre wiedergewonnene kulturelle Identität verdanken.
Anthropologische und theologische Wurzeln seines Denkens und Arbeitens waren stark beeinflusst durch die Romantik. Von dem Soziologen Ferdinand Tönnies übernahm er die Unterscheidung zwischen Gemeinschaft und Gesellschaft, von Friedrich Naumann u. a. die Einstellung, dass sozialer Wandel sich langsam vollziehen müsse und nicht gewaltsam vonstattengehen dürfe. Theologisch ist er Nachfolger der Leipziger Karl Graul und Gustav Warneck; von ihnen übernahm er die Lehre von den Adiaphora und als Missionsziel die Gründung einer Volkskirche.

## Urenkel
Gutmanns Urenkel Tillmann Prüfer veröffentlichte 2015 einen Erlebnisbericht, in dem er schildert, wie sich die Nachkommen auf ihre Suche nach Spuren des Wirkens von Bruno Gutmann machten. Ein weiterer Urenkel ist dessen Bruder, Autor und Journalist Benjamin Prüfer.

## Ehrungen
- 1924 Ehrendoktorwürde der Theologischen Fakultät der Universität Erlangen
- 1926 Ehrendoktorwürde der Juristischen Fakultät der Universität Würzburg

## Schriften (Auswahl)
- Dichten und Denken der Dschagganeger. Beiträge zur ostafrikanischen Volkskunde. Verlag der Evangelisch-lutherischen Mission, Leipzig 1909.
- Briefe aus Afrika. Verlag der Evangelisch-lutherischen Mission, 3. Auflage, Leipzig 1925.
- Gemeindeaufbau aus dem Evangelium. Grundsätzliches für Mission und Heimatkirche, Verlag Evangelisch-Lutherische Mission, Leipzig 1925
- Das Recht der Dschagga. C. H. Beck, München 1926.
- Die Stammeslehren der Dschagga. 3 Bände, C. H. Beck, München. Band 1 1932, Band 2 1935, Band 3 1938.
- Afrikaner - Europäer in nächstenschaftlicher Entsprechung. Gesammelte Aufsätze von Bruno Gutmann. Anläßlich des 90. Geburtstags von Bruno Gutmann hrsg. von Ernst Jaeschke. Evangelisches Verlags-Werk, Stuttgart 1966 (darin S. 215–231 Bibliographie von Bruno Gutmann und Literaturverzeichnis).

## Sekundärliteratur
- Martin Küchler: D. Dr. Bruno Gutmann. Lebenslauf und Würdigung der Lebensarbeit D. Dr. Bruno Gutmanns. Verlag der Evangelisch-lutherischen Mission, Erlangen 1951.
- Ernst Jäschke: Gemeindeaufbau in Afrika – Die Bedeutung Bruno Gutmanns für das afrikanische Christentum. Stuttgart 1981, ISBN 978-3-7668-0691-8
- Klaus Fiedler: Christentum und afrikanische Kultur. Konservative deutsche Missionare in Tanzania, 1900-1940 (= Missionswissenschaftliche Forschungen Bd. 16). Gütersloh 1983, ISBN 3-579-00236-8
- Ernst Jäschke: Bruno Gutmann: his life – his thoughts – and his work, an early attempt at a theology in an African context. Erlangen 1985, ISBN 978-3-87214-203-0
- Christoph Bochinger: Ganzheit und Gemeinschaft. Zum Verhältnis von theologischer und anthropologischer Fragestellung im Werk Bruno Gutmanns (= Religionswissenschaft Bd. 3), Lang, Frankfurt/M., Berlin, New York, Paris 1987, ISBN 3-8204-0124-5.
- Friedrich Wilhelm Bautz: Gutmann, Bruno. In: Biographisch-Bibliographisches Kirchenlexikon (BBKL). Band 2, Bautz, Hamm 1990, ISBN 3-88309-032-8, Sp. 405–408.
- Christoph Bochinger: Gutmann, Bruno. In: Religion in Geschichte und Gegenwart (RGG). 4. Auflage. Band 3, Mohr-Siebeck, Tübingen 2000, Sp. 1353–1354.
- Tillmann Prüfer: Der heilige Bruno: Die unglaubliche Geschichte meines Urgroßvaters am Kilimandscharo. Rowohlt, Reinbek bei Hamburg 2015, ISBN 978-3499630576.
- Klaus Fiedler: Bruno Gutmanns konservative Modernität. In: Evangelische Missiologie. Bd. 33, Nr. 1, 2017, S. 38–56.

## Archiv
Seit dem Frühjahr 2006 befindet sich der überwiegende Teil des Archivbestandes des Evangelisch-lutherischen Missionswerks Leipzig als Dauerleihgabe im Archiv der Franckeschen Stiftungen in Halle. Es sind unter anderem die Personalakten der verstorbenen Missionarinnen und Missionare, Missionslehrerinnen sowie Krankenschwestern der Leipziger Mission – einschließlich der ausführlichen Dokumentation ihrer Arbeit.